# Charles West (médico)

"Um dos homens que ajudaram a tornar o reinado da rainha Vitória um período memorável na história do progresso médico" — The British Medical Journal, 2 de abril de 1898 
Charles West (1816-1898) foi um médico britânico, especializado em pediatria e obstetrícia, especialmente conhecido como o fundador do primeiro hospital infantil da Grã-Bretanha, o Hospital for Sick Children em Great Ormond Street, Londres.

## Vida

### Infância e educação
Charles West nasceu em Londres em 8 de agosto de 1816. Seu pai era um pregador leigo batista que em 1821 tornou-se ministro de uma congregação batista em Buckinghamshire, onde também dirigia uma escola para meninos. Charles recebeu sua primeira educação na escola de seu pai. Quando tinha quinze anos, Charles West tornou-se aprendiz do Sr. Gray, um clínico geral de Amersham que também havia sido boticário em um hospital. West deixou registrado que as duas coisas que ele aprendeu enquanto estava com o Sr. Gray eram para compor medicamentos - um conhecimento que ele depois encontrou de grande serviço ao prescrever para crianças - e um conhecido familiar com Shakespeare, que sem dúvida promoveu, se não criou, o gosto literário depois tão evidente em seus escritos".Em 1833, ingressou como estudante de medicina no Hospital São Bartolomeu, onde permaneceu dois anos com bons resultados e alguns prêmios. Quando, em 1835, as opiniões teológicas de seu pai o impediram de se transferir para a Universidade de Oxford, ele decidiu completar sua educação médica na Europa Continental. Assim, ele foi estudar em Bonn, depois em Paris e finalmente em Berlim, onde obteve seu diploma de médico em setembro de 1837. Então, entre 1838 e 1839, ele passou quase um ano em Dublin trabalhando no Rotunda Hospital e no Meath Hospital, altamente conhecido na época pelo glamour clínico de Robert Graves e William Stokes.

### Carreira profissional
De volta a Londres, West, depois de alguns anos como escriturário clínico no St. Bartholomew's, em 1842 foi nomeado médico do Dispensário Universal para Crianças em Waterloo Road, então professor de obstetrícia no Hospital Middlesex em 1845 e mais tarde (1848-1861) novamente professor de obstetrícia também no Hospital de São Bartolomeu. Ele se envolveu cada vez mais nos problemas médicos das crianças e a primeira edição de suas Lectures on the diseases of infancy and childhood (Longman 1848) foi um grande sucesso e deu-lhe fama repentina.

### O Hospital para Crianças Doentes

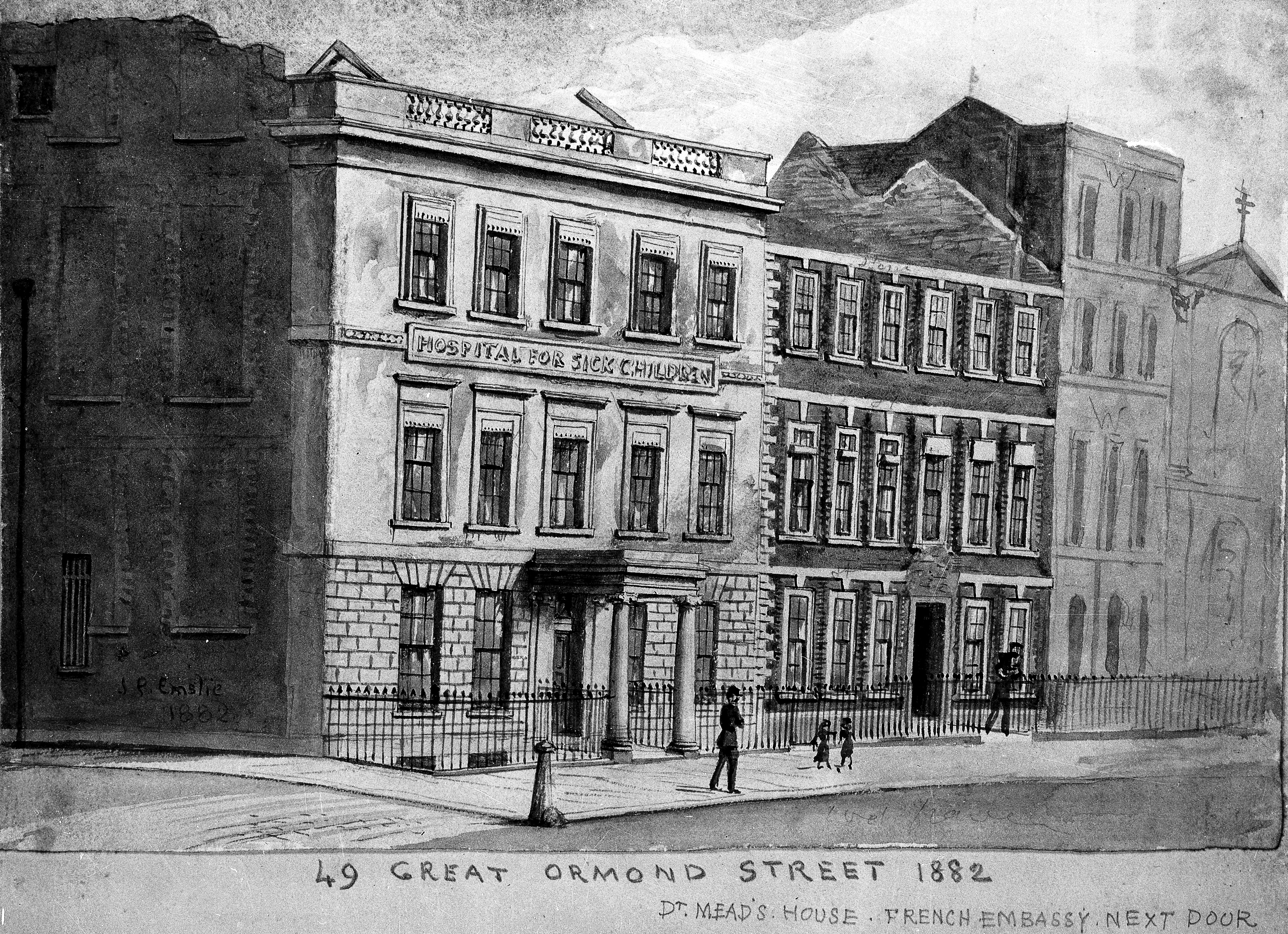
O Hospital para Crianças Doentes em 1882

Depois de algumas tentativas infelizes de transformar o Waterloo Dispensary for children em um hospital, ele decidiu iniciar uma campanha de arrecadação de fundos para estabelecer em Londres um hospital especificamente para crianças. Também devido aos seus notáveis dons oratórios, a campanha de West teve sucesso e, na primavera de 1851, um pequeno hospital com dez leitos foi inaugurado na Great Ormond Street, 49, em uma casa que pertencera a Richard Mead. Em 1854, após três anos de atividade, Charles West - que foi o primeiro médico do hospital - pôde descrever o sucesso inicial da estrutura. Ele também aproveitou esse sucesso para aumentar os fundos de pesquisa em vista de novos alargamentos:
"O Hospital para Crianças Doentes, que foi inaugurado no ano de 1851 na Great Ormond Street, Queen Square (...) foi o primeiro hospital para crianças já estabelecido neste país. Os pobres agora se reúnem para isso, crianças doentes de todas as partes de Londres são trazidas para ele. Os pacientes out-in no primeiro ano foram 1252, no segundo 4251; durante nove meses somente do terceiro ano eles já somam entre 5 e 6000; mas ainda assim a falta de recursos limita os números que são recebidos nele, e apenas trinta leitos podem ser mantidos abertos para os pacientes in-pacientes. Trinta camas! quando mais de 21.000 crianças morrem todos os anos nesta metrópole com menos de dez anos de idade; e quando essa mortalidade cai três vezes mais fortemente nos pobres como nos ricos! Mas, infelizmente, as tabelas de mortalidade não contam toda a triste história. Não é só porque tantas crianças morrem, que este Hospital foi fundado; mas porque muitos estão doentes; porque eles definham em suas casas; um fardo para seus pais que não têm lazer para cuidar deles, não há meios para ministrar aos seus desejos. A única criança doente pesa para toda a família; ele mantém o pai pobre, o lar miserável. (...) Não deixe esse hospital falhar por falta de fundos. Visitem-no por si mesmos: vejam qual é o seu trabalho diário, leiam a simples história do bem feito que seus Relatórios se desdobram; e então, se você sente pelos pobres, se você ama crianças pequenas, se você tem seus próprios filhos, ou teve, e os perdeu, ou os teve devolvido a você quando você temia que eles seriam tirados de você para sempre - deixe todos os motivos que a política pode sugerir, que a filantropia pode fornecer, afeição impor, ou religião santificar, induzi-lo a se juntar ao Comitê, e dar-lhes o melhor que você pode contribuir, seu tempo, sua influência, ou seu dinheiro, para encaminhá-los em seu trabalho. Graças à sua incansável atividade, o hospital continuou a crescer em tamanho e prestígio, tornando-se até hoje uma das principais instalações pediátricas do mundo.

### Conversão ao catolicismo e vida posterior

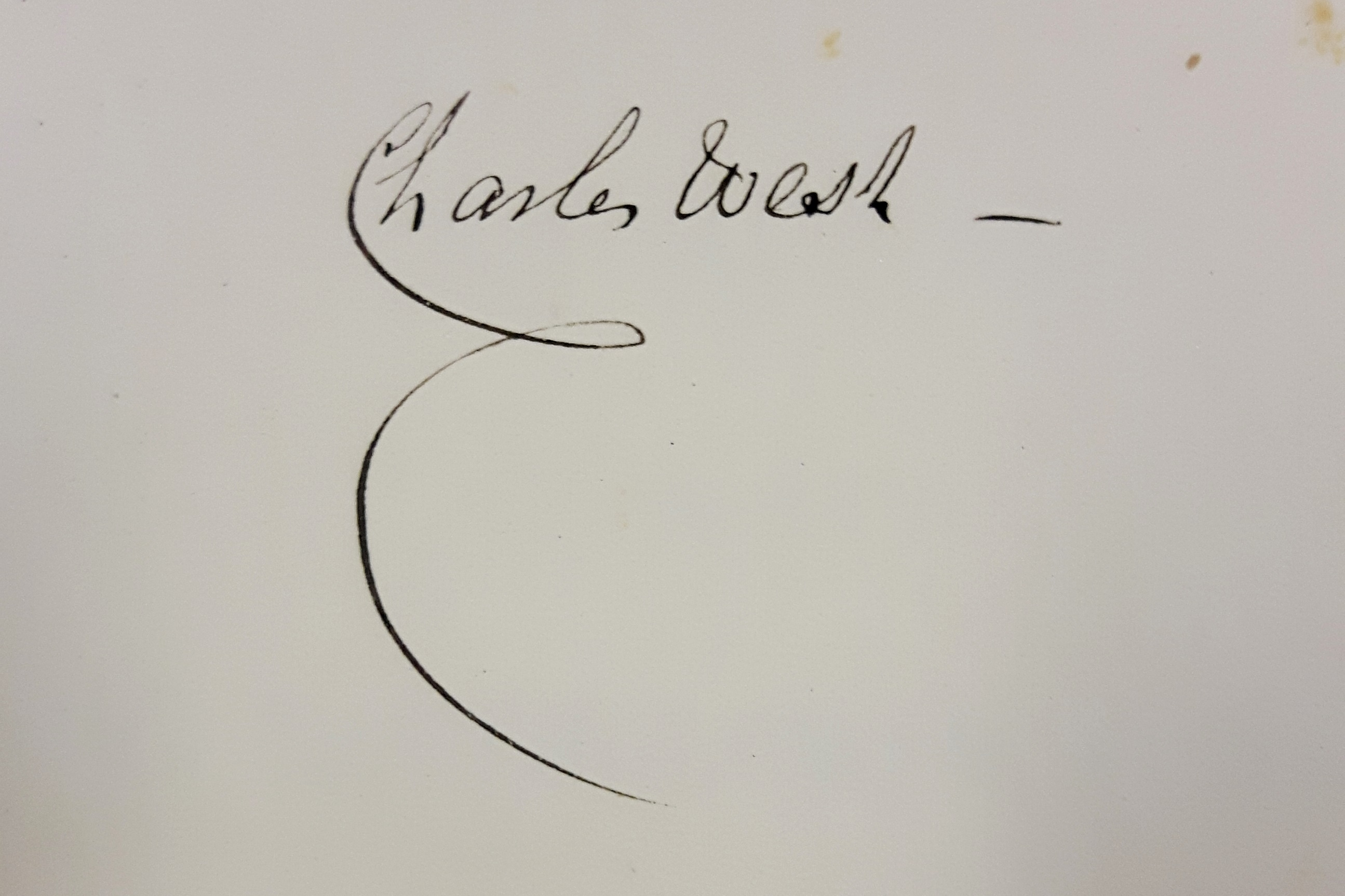
A assinatura de Charles West

Em 1877, após um desentendimento com o comitê de administração do hospital, a colaboração de West com o Great Ormond Street Hospital chegou ao fim. West acreditava que o cerne do desacordo era sua conversão ao catolicismo, o que levou o comitê a pensar que ele 'não podia ser confiável para o futuro'. Deve-se acrescentar, no entanto, que West, além de muitas qualidades, sempre teve um caráter difícil, como já havia expressado, por exemplo, em seus anos de colaboração com o Hospital São Bartolomeu. Sua autodefesa, juntamente com sua visão cristã da missão de um pediatra, foi amplamente mencionada no obituário publicado após sua morte no British Medical Journal: Acredito que não preciso dizer a você que nem em ação, palavra, nem pensamento minha conduta foi influenciada por minhas opiniões religiosas. Mas ainda acrescento que sempre pensei e muitas vezes disse que não sei o significado da missão do nosso Salvador se cada criança menor de 12 anos, cristã, judia, maoetana ou pagã não for recebida de uma vez na presença daquele que disse "Permita que as crianças venham até mim".— Charles West
A partir de 1880, ele ficou cada vez mais desconfortável com o clima de Londres e decidiu praticar em Nice durante os invernos. Em 1891, um forte ataque de neuralgia começou a afetar sua saúde, mesmo que continuasse a se dedicar à profissão e aos filhos doentes até pouco antes de sua morte, ocorrida em Paris em 19 de março de 1898. Seus últimos dias foram lembrados por um amigo dele, o Dr. RL Bowles:
Durante os últimos anos, o Dr. West reclamou muito de uma sensação de fraqueza muscular e exaustão, para o alívio do qual ele buscou mudanças constantes de ar e cena, mas com apenas sucesso parcial. Durante todo esse tempo, seus poderes intelectuais e mentais, ele me assegurou, eram tão rápidos e ativos como sempre foram, e ele nunca foi tão feliz como quando ocupado engajado escrita ou leitura, ou em lidar com assuntos de negócios. Ele poderia sentar-se a maior parte da noite trabalhando desta maneira sem qualquer sentimento de fadiga qualquer. Neste inverno ele foi para Nice como de costume e aproveitou a parte inicial de sua estadia, mas depois, não se sentindo bem, ele fez o seu caminho para casa. Em Paris, ele perdeu o poder em suas extremidades inferiores, e finalmente caiu ao tentar ficar em pé. Depois disso, ele manteve-se em sua cama, mas em poucos dias ficou gradualmente inconsciente, e ele morreu com stertor mucoso contínuo. Ele foi enterrado em Chislehurst por seu próprio pedido. Nos últimos anos de sua vida, sofreu muito de depressão e de ansiedade para o bem-estar do Hospital Infantil, um assunto com o qual sua mente estava inteiramente ocupada.
— R.L. Bowles
Charles West casou-se duas vezes. De seu primeiro casamento, ele teve um filho e uma filha. Ele foi enterrado no cemitério de Chislehurst no bairro londrino de Bromley.

## Nomeações e homenagens

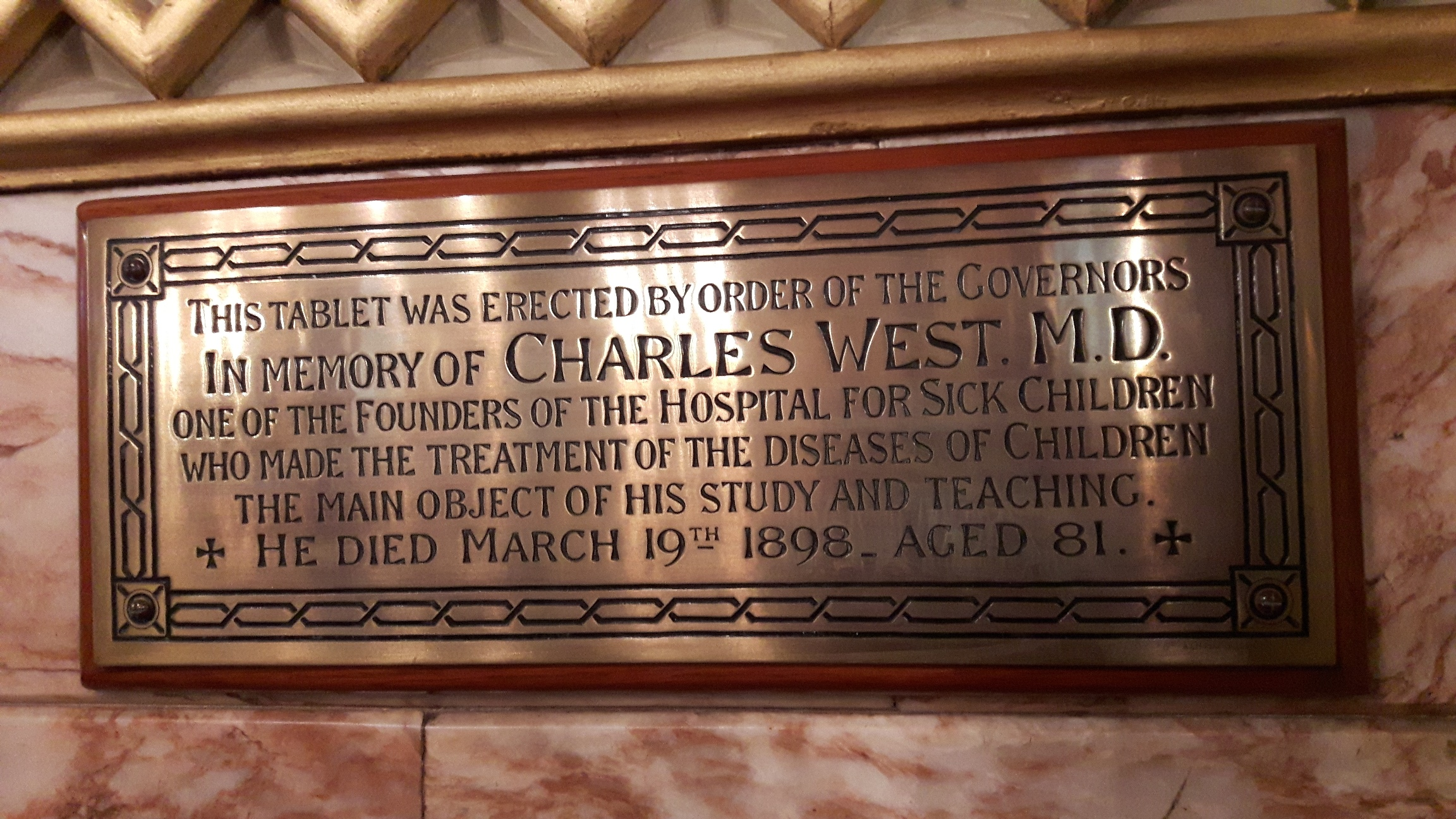
Tablet memorial de Charles West, Capela de São Cristóvão, Great Ormond Street Hospital, Londres

Charles West tornou-se membro do Royal College of Physicians em 1842 e Fellow em 1848. Em 1863 tornou-se Censor, e em 1870 Censor Sênior do colégio. Na mesma época foi eleito Membro Correspondente da Académie de Médecine de Paris. Ele foi presidente da Royal Medical and Chirurgical Society nos anos de 1877 a 1878, e examinador das universidades de Londres e Cambridge e do College of Physicians.

## Alguns escritos
- Lectures on the diseases of infancy and childhood, Longman, Brown, Green, & Longmans, London 1848, pp. XXIII-488 [subsequent Longmans' enlarged and revised editions in 1852, 1854, 1859, 1865, 1874 and 1884]
- The profession of medicine: its study, and practice its duties, and rewards: An address delivered at Saint Bartholomew's Hospital on the opening of the medical session of 1850-51, Longman, Brown, Green, and Longmans, London 1850, pp. 32 [new edition: Kegan Paul, Trench, Trübner, London 1896]
- How to nurse sick children; Intended especially as a help to the nurses at the Hospital for Sick Children, Longman & C., London 1854, pp. 79 [II ed., London 1860, pp. 95: Author's name was indicated only on this second edition]
- Lectures on the diseases of women, John Churchill, London 1856–1858, 2 volumes [subsequent Churchill's enlarged and revised editions in 1858, 1864 and 1879]
- On some disorders of the nervous system in childhood: being the Lumleian Lectures delivered at the Royal College of Physicians of London in March 1871, Longmans, Green, London 1871, pp. 136
- Harvey and his times. The Harveian Oration for 1874, Longmans, Green, London 1874, pp. 64
- On hospital organisation: with special reference to the organisation of hospitals for children, Macmillan, London 1877, pp. IX-97
- Address of Charles West, M.D., F.R.C.P., President of the Royal Medical and Chirurgical Society of London, at the Annual Meeting, March 1, 1879, Adlard, London 1879, pp. 24
- A letter to Lord Aberdare, chairman of the Managing Committee of the Hospital for Sick Children, Sotheran & Co., London 1887, pp. 32